# Wizon amerykański
Wizon amerykański (Neogale vison), niegdyś: norka amerykańska – gatunek drapieżnego ssaka z rodziny łasicowatych (Mustelidae).
Nie jest blisko spokrewniony z norką europejską (Mustela lutreola) i oba gatunki nie mogą się krzyżować. W Polsce gatunek łowny bez okresu ochronnego.

## Taksonomia
M. vison i M. microdon zostały przeniesione w 1997 roku do rodzaju Neovison, ale liczne badania genetyczne wykazały, że M. vison jest zagnieżdżony w amerykańskim kladzie rodzaju Mustela. Alternatywna hipoteza wykazała przeniesienie amerykańskiego kladu (M. vison, M. frenata, M. felipei, M. africana) do rodzaju Neogale.
W wielu starszych polskich publikacjach dotyczących literatury zoologicznej dla określenia gatunku Neovison vison używana jest nazwa zwyczajowa „norka amerykańska”. W publikacji „Polskie nazewnictwo ssaków świata” wydanej przez Muzeum i Instytut Zoologii Polskiej Akademii Nauk nadano jednak temu gatunkowi nową nazwę „wizon amerykański”, aby podkreślić odrębność tego taksonu od norki europejskiej, od której wizon amerykański jest większy i cięższy.

## Występowanie
Wizon amerykański jest powszechnie spotykany w Ameryce Północnej. Występuje niemal w całej Kanadzie i 48 z 50 stanów USA.
Od lat 50. XX w. wizon amerykański występuje dziko także w Europie, dokąd został sprowadzony jako zwierzę futerkowe. Dzikie populacje tego gatunku, zostały zapoczątkowane poprzez wypuszczenia w latach 50. XX wieku na terenach ówczesnego Związku Radzieckiego i obecnie występują w krajach skandynawskich, Wielkiej Brytanii, Francji, Hiszpanii, Niemczech, Polsce, części Rosji i na Islandii.

## Wygląd
Wizony amerykańskie mają wydłużone ciało z relatywnie krótkimi łapami i ogonem. Głowa jest mała i dość płaska; palce tylnych nóg spięte błoną.
Zwierzęta te pokryte są gęstym, miękkim, nieprzepuszczającym wody futrem, zwykle barwy brązowej. Podbródek zwykle biały.
Ciało wizona amerykańskiego ma długość 30–43 cm, zaś długość ogona 13–23 cm. Masa ciała zawiera się w przedziale od 0,7 do 1,3 kg. Samce i samice dość znacznie różnią się wielkością; podane przedziały wielkości i masy w swych górnych granicach dotyczą samców, zaś w dolnych – samic.
Hodowlana odmiana tego gatunku osiąga większe rozmiary o 30% w stosunku do dzikiej.

## Tryb życia

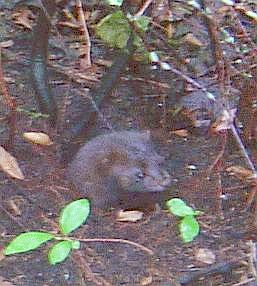
Wizon amerykański

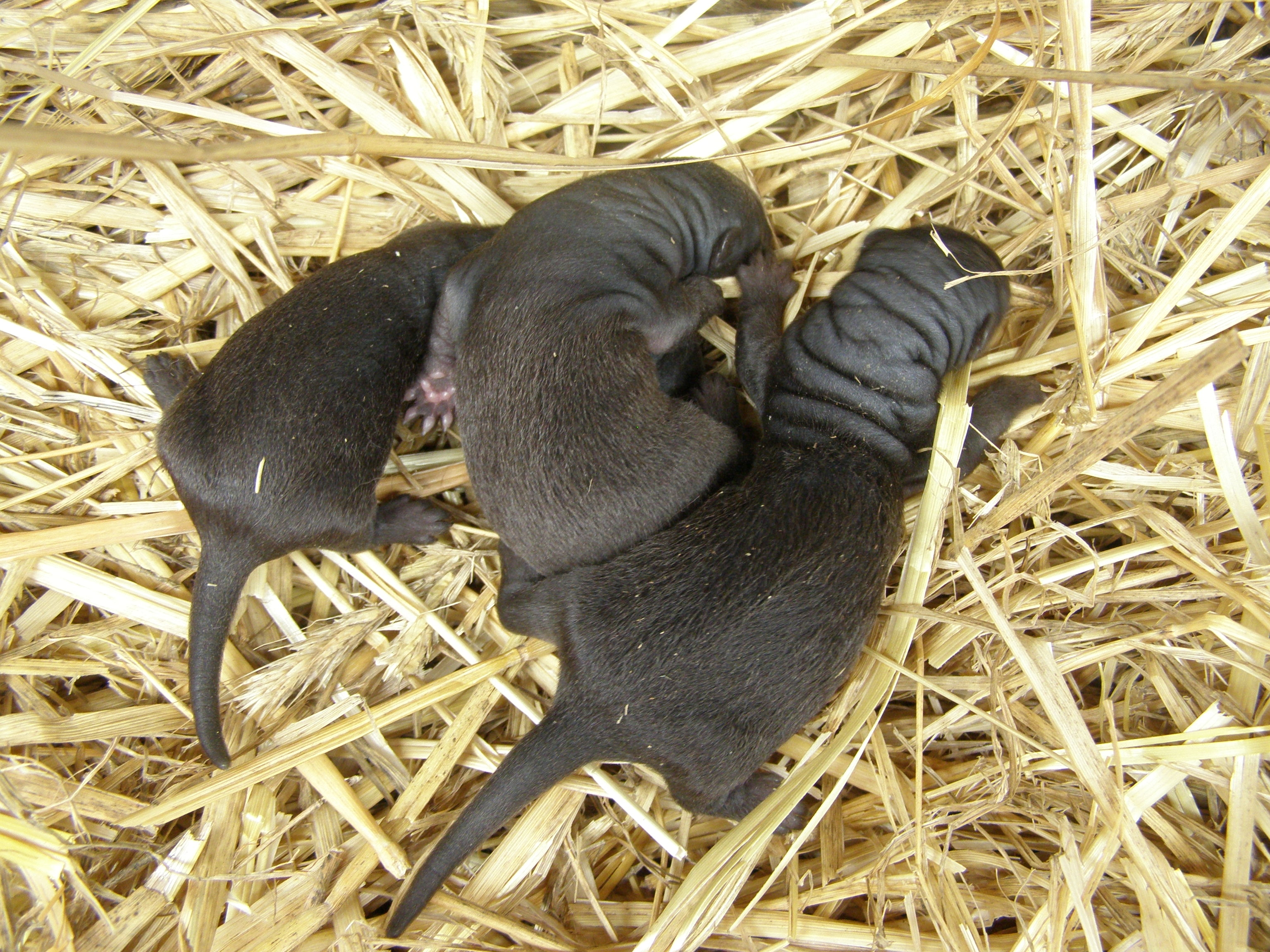
Młode, hodowlane wizony amerykańskie

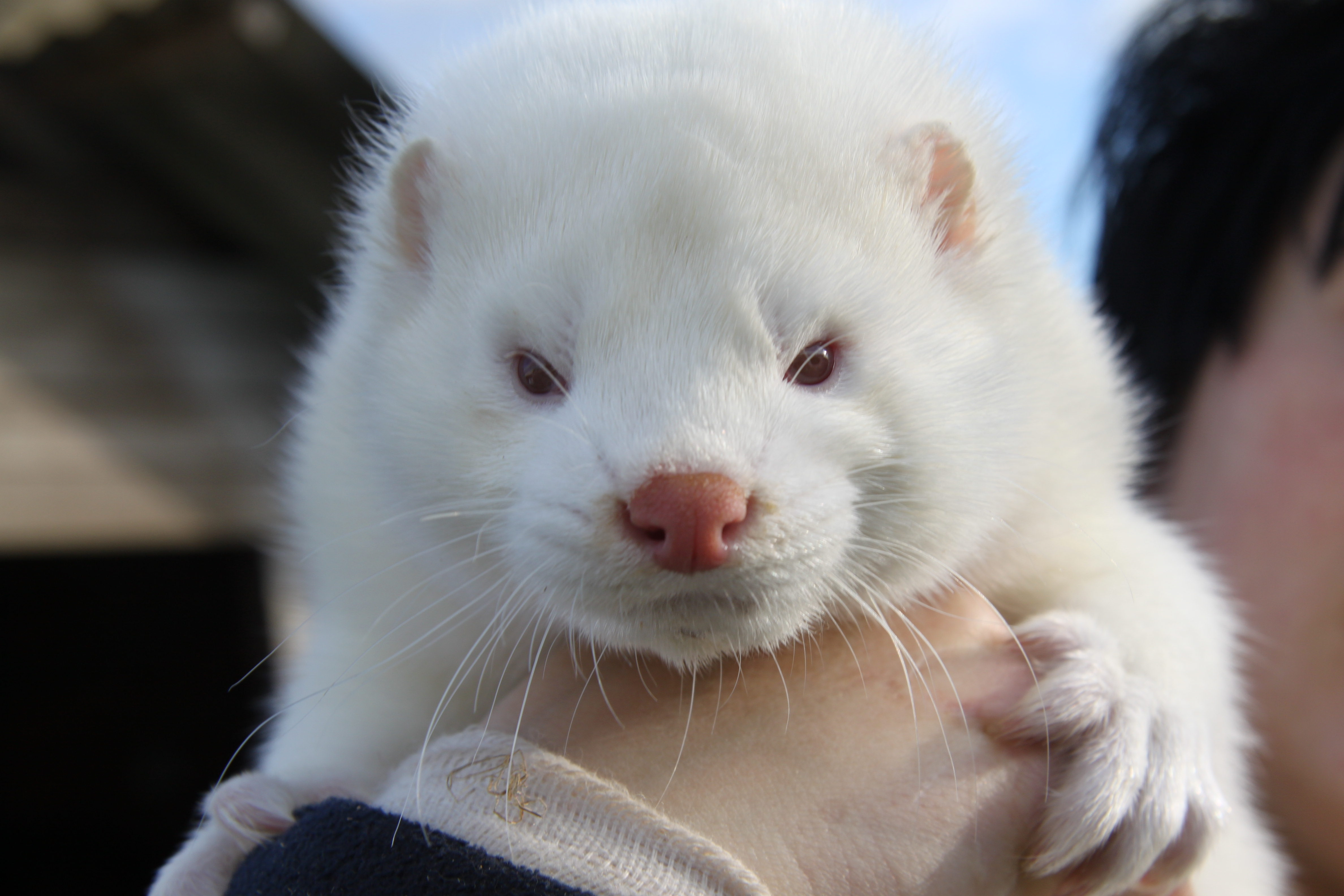
Hodowlany wizon amerykański – biały

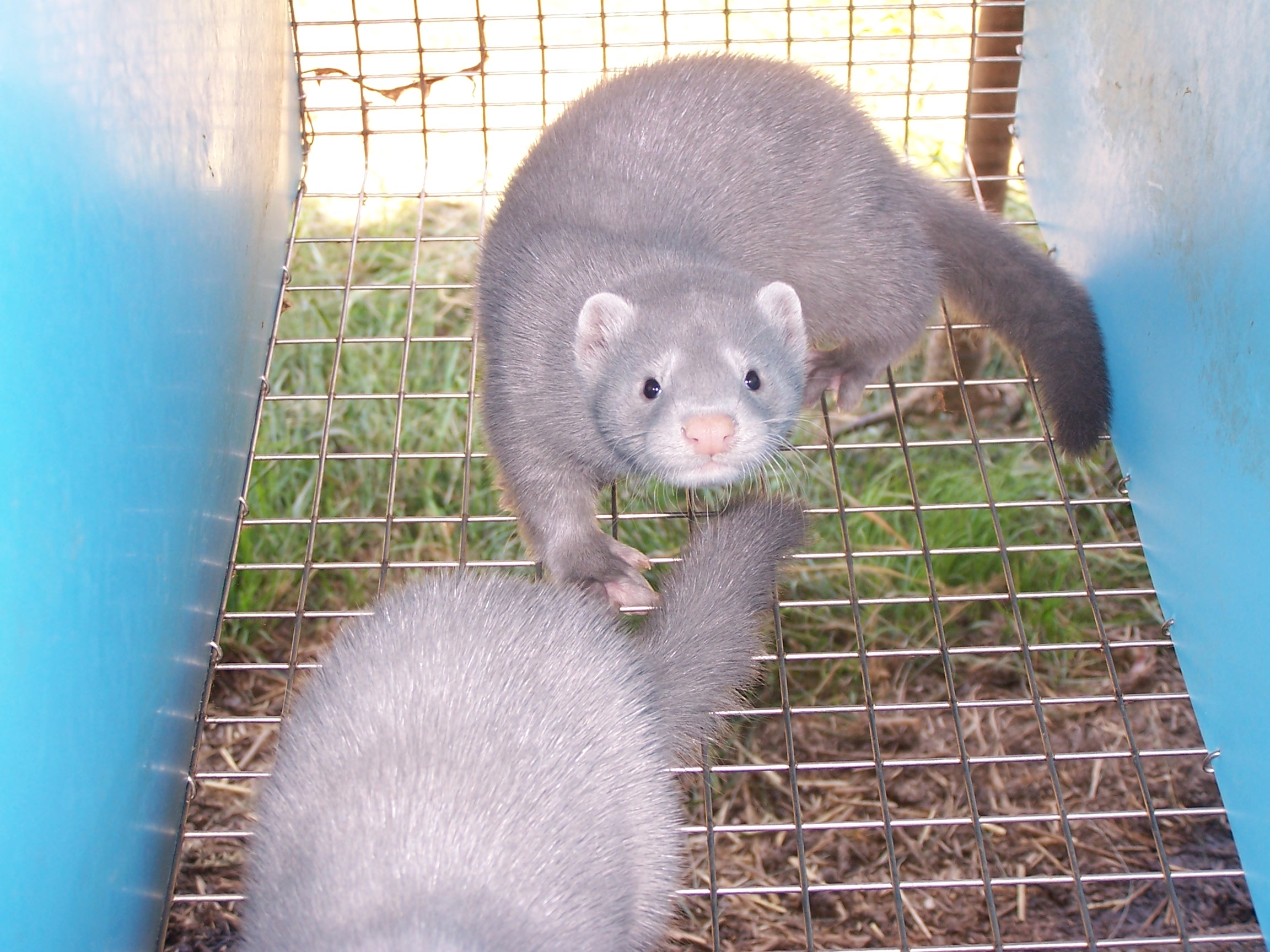
Hodowlana wizon amerykański – odmiana srebrzystoniebieska

Gatunek ten żyje w pobliżu wód śródleśnych. Wizony amerykańskie przejawiają aktywność głównie w nocy i o zmierzchu, w ciągu dnia przebywają w samodzielnie wykopanych norach ziemnych, które mogą mieć do 3 metrów długości. Niekiedy wizon nie buduje własnej nory, lecz zajmuje już istniejącą lub osiedla się w nisko położonej dziupli lub wykrocie.
Poza okresem godowym prowadzą samotniczy tryb życia i agresywnie reagują na innych przedstawicieli własnego gatunku. Granice własnego terytorium oznaczają przy pomocy wydzieliny gruczołów okołoodbytowych. Wielkość terytorium poszczególnych osobników związana jest z płcią zwierzęcia: samice mają rewiry wielkości 8 – 20 ha, obszar samca dochodzi niekiedy do 440 ha.
Dobrze pływają i potrafią nurkować do głębokości 6 metrów. U płynącego wizona skóra nie ulega zamoczeniu dzięki warstwie powietrza w futrze tworzącej izolację. Jednak podczas deszczu czy w kontakcie z rosą łatwo mogą ulec przeziębieniu (szczególnie w czasie linienia i w zimne dni).
Wizony wydają dość mało dźwięków i są zaliczane do zwierząt cichych.

## Pożywienie
Wizony amerykańskie są mięsożerne i są zręcznymi myśliwymi. Zjadają drobne ssaki (piżmaki, zające, ryjówki), a także żaby, bezkręgowce – stawonogi (np. raki) i owady, a często również ryby i ptactwo wodne; zjadają także jaja ptaków.

## Rozmnażanie
Raz do roku samica po ciąży trwającej 40–80 dni rodzi 2–8 młodych (najczęściej 2–3). Okres godowy przypada na okres od lutego do początku kwietnia, narodziny młodych – na koniec kwietnia lub maj. Samica rodzi w gnieździe wyścielonym włosami, piórami i suchymi roślinami. Młode spędzają w nim pierwsze tygodnie życia. Po ok. 6 tygodniach są już częściowo samodzielne, zaś na jesieni matka opuszcza je ostatecznie. Dojrzałość płciową samice osiągają po ok. roku, zaś samce – po 18 miesiącach. Żyją do 4–6 lat.

## Podgatunki
Wyróżnia się kilkanaście podgatunków wizona amerykańskiego:
- N. vison aestuarina
- N. vison aniakensis
- N. vison energumenos
- N. vison evagor
- N. vison evergladensis
- N. vison ingens
- N. vison lacustris
- N. vison letifera
- N. vison lowii
- N. vison lutensis
- N. vison melampeplus
- N. vison mink
- N. vison nesolestes
- N. vison vison
- N. vison vulgivaga

## Hodowla
Wizony amerykańskie są w wielu krajach europejskich (w tym także w Polsce) i na rosyjskiej Syberii dość powszechnie hodowane na fermach futrzarskich (tzw. „fermach norek”) jako zwierzęta futerkowe.
Forma fermowa tego gatunku jest znacznie większa od dzikiej (30–50 cm długości, ogon – 12–20 cm, dwukrotnie wyższa waga).
W warunkach fermowych uzyskano ponad 200 odmian barwnych wizona m.in.:
- biała
- czarna
- brązowa
- ciemnobrązowa (tzw. mahoń, mahogen)
- cross
- żółta (tzw. palomino)
- srebrzystoniebieska
- velvet – charakteryzująca się wyraźnie skróconą, jedwabistą okrywą włosową[13]

Od 1991 r. istnienie ferm hodujących wizony amerykańskie jest zakazane w Szwajcarii (mimo że wcześniej wizony nie były tam nawet hodowane), od 1998 roku – w Austrii (istniały tam 3 fermy), a od 2003 roku – w Wielkiej Brytanii. Wizony hodowlane nie radzą już sobie tak dobrze w środowisku naturalnym jak ich przodkowie.
Największym producentem skór wizonów na świecie są (stan w roku 2010): Dania (na ten kraj przypada ponad połowa światowej produkcji), Holandia, Norwegia, Finlandia i Szwecja.
W 2013 roku Polska zajęła drugie miejsce w produkcji i eksporcie futer m.in. z wizonów.

### Użytkowość
Wizony hodowane na fermach żywią się produktami ubocznymi pochodzenia zwierzęcego (zarówno z ubojni drobiu, jak i zakładów przetwórstwa rybnego). Kontrolę nad obrotem tymi produktami oraz fermami pełni Inspekcja Weterynaryjna. Fermy poddawane są obligatoryjnej kontroli na podstawie listy kontrolnej SPIWET 52.
W Polsce opracowany został także tak zwany „wskaźnik sprawności utylizacyjnej fermy”. Wskazuje on, w jakim procencie fermy zwierząt futerkowych mięsożernych redukują ilość odpadów pochodzenia zwierzęcego poprzez podawanie ich jako pokarmu.
Z wizonów hodowlanych, poza futrem używanym do wyrobu: ubrań, etoli, galanterii, biżuterii i rzęs, otrzymuje się także tłuszcz, z którego powstaje olej norkowy.

## Wpływ na przyrodę
Wizony amerykańskie sprowadzone zostały do Europy jako zwierzęta futerkowe. W stanie dzikim gatunek ten występuje w Ameryce Północnej, ale obecnie można go już również spotkać na terenie całej Eurazji, dokąd został introdukowany. Zdania na temat jej wpływu na populację rodzimej dla Europy norki europejskiej są podzielone. Niektórzy uważają, że wizon amerykański wyparł norkę europejską, a inni – że zajęła miejsce wcześniej wytępionej norki europejskiej.
Do powstania dzikiej populacji wizonów amerykańskich przyczynił się ZSRR, na terenie którego prowadzono od roku 1937 do lat 50. XX w. na szeroką skalę jej aklimatyzację. Szacuje się, że wypuszczono wtedy celowo ponad 20 tysięcy tych zwierząt. W Polsce pierwsze hodowle wizonów amerykańskich powstały w roku 1953, a już wkrótce zaobserwowano pierwszych pojedynczych uciekinierów i sporadyczne przypadki rozrodu tego gatunku poza hodowlą. Do lat 70. obserwacje wizonów były sporadyczne i pochodziły z północnej i wschodniej części Polski (Pomorze, Pojezierze Warmińsko-Mazurskie, Podlasie, Mazowsze). Na początku lat 80. obserwacje stały się liczniejsze, pochodziły najczęściej z dolin rzecznych Narwi, Biebrzy, Supraśli, z Mazur, Suwalszczyzny i Podlasia, Mazowsza, oraz Pomorza Zachodniego (Ruprecht 1996). W latach 80. kolonizacja terenu Polski nabrała tempa i gatunek zajął kolejne rejony kraju, należące dziś do województw: kujawsko-pomorskiego, wielkopolskiego, lubuskiego i dolnośląskiego. Do końca lat 90. wizon amerykański skolonizował niemal cały obszar Polski. 
Wkrótce po rozpowszechnieniu się wizon amerykański zaczęł uchodzić wśród przyrodników za gatunek bardzo destrukcyjny dla rodzimych zoocenoz, wręcz wyniszczający lokalne populacje niektórych ptaków i ssaków. Szczególnie wiosną i latem ptaki w okresie lęgów i wyprowadzania piskląt są bardzo wrażliwe na jej drapieżnictwo. Ponadto samice kaczek, gęsi, łysek i perkozów podczas wychowu piskląt pierzą się na kilka tygodni, tracąc zdolność lotu i stając się wówczas bezbronne wobec drapieżników. Przypuszcza się, że ekspansja wizona amerykańskiego odpowiada za obserwowane spadki populacji wielu gatunków ptaków, szczególnie łyski, a także za spadek liczebności piżmaka. W ramach ochrony przyrody podejmowane są próby eliminacji tego gatunku ze środowiska (jak dotąd na wyspach Szkocji i Morza Bałtyckiego) lub ograniczania liczebności populacji (np. w wielu parkach narodowych w Polsce, m.in. w ramach projektu "Polskie ostoje ptaków" finansowanego przez europejski instrument LIFE+).
Współczesne badania genetyczne wskazują, że w Polsce dzika populacja wizonów amerykańskich jest wciąż zasilana w osobniki z różnych źródeł, a w pobliżu ferm futrzarskich wykazuje podobieństwa genetyczne do wizonów na fermie, co oznacza, że ucieczki wizonów z ferm wciąż zasilają dziką populację tego gatunku. Zwolennicy hodowli wizonów podkreślają natomiast, że tylko niewielki procent wizonów dziko żyjących pochodzi od hodowanych fermowo przodków, obecnie hodowane wizony dalece odbiegają od swoich dzikich protoplastów i wątpliwe, czy obecnie utrzymywane na fermach zwierzęta potrafiłyby tak dobrze się zaaklimatyzować i przeżyć jak wizony hodowane 20 i więcej lat temu. Ponadto obecne przepisy zabezpieczają fermy przed ucieczkami zwierząt, a hodowcom nie zależy na utracie cennych zwierząt.